# Classe Illustrious
La classe Illustrious est une classe de porte-avions de la Royal Navy, l'une des plus importantes du Royaume-Uni durant la Seconde Guerre mondiale. Elle est lancée à la fin des années 1930 en tant que partie prenante du réarmement des forces britanniques en réponse à la menace grandissante de l'Allemagne nazie, de l'Italie Fasciste et de l'empire du Japon.
Chacun de ses navires jouera un rôle important lors de la Seconde Guerre mondiale. Le Victorious prendra part à la traque du Bismarck, l'Illustrious et le Formidable joueront un rôle important en Méditerranée en 1940 et 1941, et tous les trois prendront part aux succès de la British Pacific Fleet en 1945.

## Navires
La classe Illustrious comprend quatre navires :
- HMS Illustrious ;
- HMS Formidable ;
- HMS Victorious ;
- HMS Indomitable.

L'Indomitable sera construit avec une légère différence : il comprend un second hangar derrière le hangar principal.
Les deux porte-avions suivants, de la classe Implacable seront aussi construits à partir d'une conception différence, permettant l'emport d'un plus grand nombre d'avions. Ainsi l'Implacable et l'Indefatigable auront tous les deux des hangars sur deux niveaux, bien que d'une hauteur libre plus petite (4 mètres).

## Conception
La classe Illustrious est conçue tout en respectant les restrictions du second Traité naval de Londres, qui limite le tonnage d'un porte-avions à 23 000 tonnes. Ses navires ont une conception différente de l'unique porte-avions moderne de la Royal Navy alors en service, le HMS Ark Royal, et plus proche de ses contemporains Américains. La classe Illustrious est postérieure à la classe Yorktown, mais antérieure à la classe Essex.
Devant opérer dans des mers essentiellement fermées sous la menace de l’aviation basée à terre et des batteries côtières sans réelle possibilité de s’esquiver, les britanniques se préoccupent de la protection passive de leurs porte-avions d’escadre. C’est ainsi que Sir Stanley Vernon Goodall, directeur de la construction navale du bureau de l'amirauté invente le porte-avions à pont d'envol blindé, une particularité par rapport au HMS Ark Royal précédemment construit.
Contrairement à d'autres modèles de porte-avions qui privilégient un large emport d'avions pour assurer leur défense, la classe Illustrious base sa survie sur son artillerie anti-aérienne, et sur la défense passive procurée par son pont d'envol blindé, menant ainsi à un nombre d'avions réduit. Les autres porte-avions possèdent un blindage autour des ponts inférieurs (par exemple les hangars ou le pont principal). Le pont d'envol et le hangar en dessous, non-protégés, sont partie prenante de la superstructure, et ne résistent même pas aux bombes les plus petites. Cela permet au hangar d'être plus grand et donc l'emport de plus d'avions. 
Dans la classe Illustrious , le blindage a été réalisé au niveau du pont d'envol, devenant le pont principal. Ce faisant le pont d'envol forme le toit du hangar, une sorte de boîte blindée qui était une partie intégrante de la structure du navire. Ce principe de blindage a été conçu pour résister à des bombes de 1 000 livres (454 kg) (voir des bombes plus lourdes qui auraient frappé avec un angle plus prononcée).
Cependant, les différences de capacité entre ces navires et ceux de l'US Navy sont principalement dues au fait que celle-ci a pour doctrine de stocker en permanence des avions sur le pont d'envol, en plus de ceux entreposés dans les hangars. Le hangar de l'Illustrious a ainsi 85 % de la capacité de celui de l'USS Enterprise, mais celui-ci transporte 50 % de ses avions sur son pont d'envol. Les deux hangars de l'Indomitable sont plus larges que ceux de l'Enterprise, mais il peut emporter moins d'avions car il ne possède pas de parc permanent sur le pont. En 1944-45, les porte-avions de la Royal Navy commencent à avoir un parc permanent sur le pont, d'une taille comparable à leurs homologues de l'US Navy, ce qui permet d'augmenter considérablement leur capacité d'emport.
La capacité totale des munitions du groupe aérien de classe Illustrious était d'environ 163 tonnes (180 tonnes impériales), avec des poids de bombes variant de 500 lb à 20 lb. La capacité des torpilles était de 45 corps de propulsion de 18 pouces, les ogives étant stockées séparément sous des manteaux blindés.
Les directives de 1936 indique la répartition suivante :
- 45 torpilles
- 250 bombes semi-perforantes de 500 livres
- 400 bombes semi-perforantes de

250 livres 
- 250 bombes « B » de 250 livres
- 100 charges anti-sous-marine de 100 livres
- 600 x 20 livres

## Après la guerre
L'Illustrious et le Formidable ne resteront pas longtemps en service après la Seconde Guerre mondiale. Tout comme leur contemporain l'USS Enterprise, ils auront vécu une longue et harassante guerre, et la finiront usés jusqu'à la corde. Ils seront envoyés à la casse dans les années 1950. Un incendie se déclarera sur l'Indomitable en 1950, lui causant de graves dommages. Il sera relégué dans la réserve jusqu'à la revue du couronnement de la reine Élisabeth II. Seul le Victorious aura le droit à une rénovation coûteuse qui lui permettra de transporter des avions à réaction lors de la Guerre froide. Il sera retiré du service en 1968 après un incendie.

## Sources
- (en) Cet article est partiellement ou en totalité issu de l’article de Wikipédia en anglais intitulé « Illustrious class aircraft carrier » (voir la liste des auteurs).
- (en) « Classe Illustrious », sur battleships-cruisers.co.uk (consulté le 11 mai 2010)